# حاجی حسن علیا
حاجی حسن علیا یک روستا در ایران است که در دهستان زرینه‌رود (میاندوآب) واقع شده‌است. حاجی حسن علیا ۵۲۹ نفر جمعیت دارد.